# Ławeczka ks. Wojciecha Raczkowskiego w Środzie Wielkopolskiej
Ławeczka ks. Wojciecha Raczkowskiego w Środzie Wielkopolskiej – uliczny pomnik polskiego księdza, w latach 1980–2002 proboszcza parafii Najświętszego Serca Jezusa w Środzie Wielkopolskiej, Wojciecha Raczkowskiego. Znajduje się w Środzie Wielkopolskiej przy ul. Wiosny Ludów, przed Kościołem Najświętszego Serca Jezusa. Powstał z inicjatywy Józefa Odalanowskiego i został sfinansowany w ramach Średzkiego Budżetu Obywatelskiego 2016. Odsłonięty 22 kwietnia 2018.

## Opis
Pomnik zlokalizowany jest przed kościołem, w którym pełnił swoją posługę duszpasterską ks. Wojciech Raczkowski. 
Na ławce o metalowym szkielecie oraz drewnianym siedzeniu i oparciu, o szerokości 150 cm, posadowiona jest wykonana z brązu naturalnej wielkości figura siedzącego ks. Wojciecha Raczkowskiego w sutannie, trzymającego w rękach laskę. Na prawo od figury, na oparciu, znajduje się owalna tabliczka z inskrypcją: Ks. Kanonik / Wojciech Raczkowski / 1932 - 2013. 
Kompozycję dopełniają rzeźby trzech gołębi: jednego z rozwiniętymi skrzydłami na oparciu ławeczki oraz dwóch na lewo od ławeczki, stojących na granitowym bruku.
Figura została wykonana według pomysły Józefa Odalanowskiego, średzkiego fotografa, na podstawie zdjęcia jego autorstwa, przez Adama Wójkiewicza ze Środy Wielkopolskiej. Odlew rzeźby wykonano w pracowni Piotra Garstki w Szymanowie koło Śremu. Przed ławeczką, w bruku znajduje się mała metalowa tabliczka w kształcie prostokąta z inskrypcją: Projekt wykonany w ramach / Budżetu Obywatelskiego 2016 / Pomysłodawca / Józef Odalanowski / Wykonanie / Adam Wójkiewicz.

## Odsłonięcie
Ławeczka została posadowiona 15 listopada 2017. Pomnik został odsłonięty 22 kwietnia 2018.

## Galeria

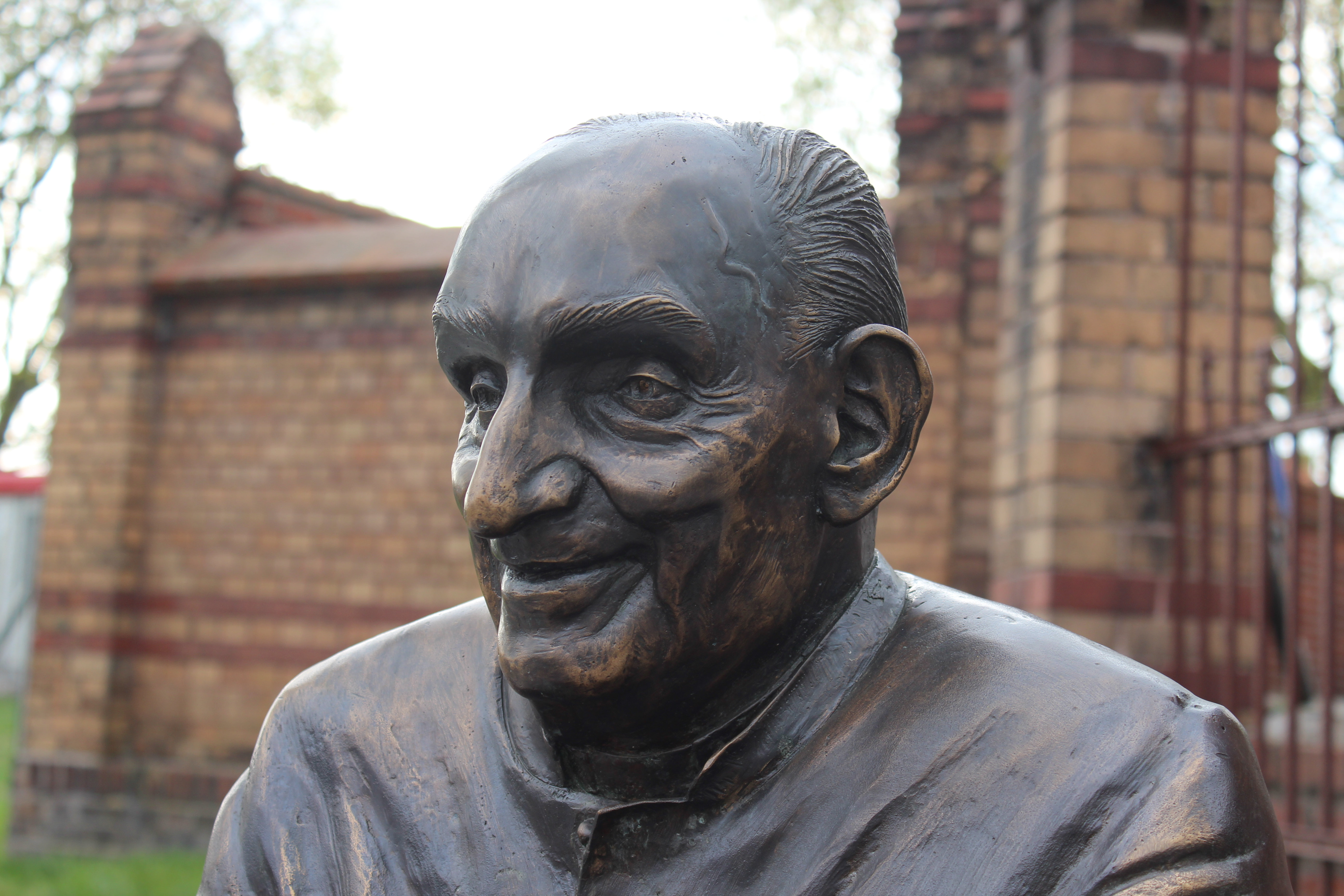
Popiersie figury
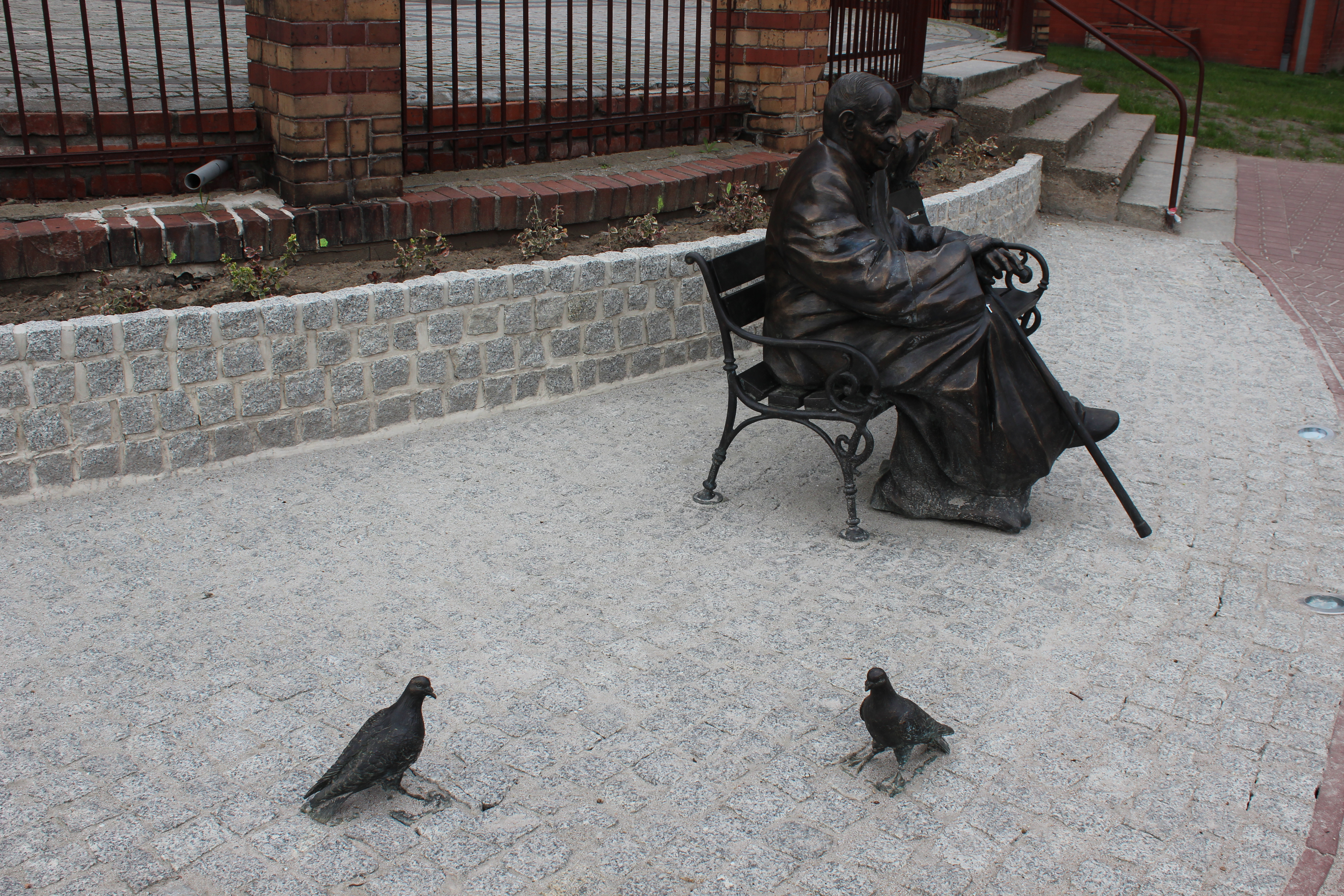
Gołębie stanowiące element pomnika
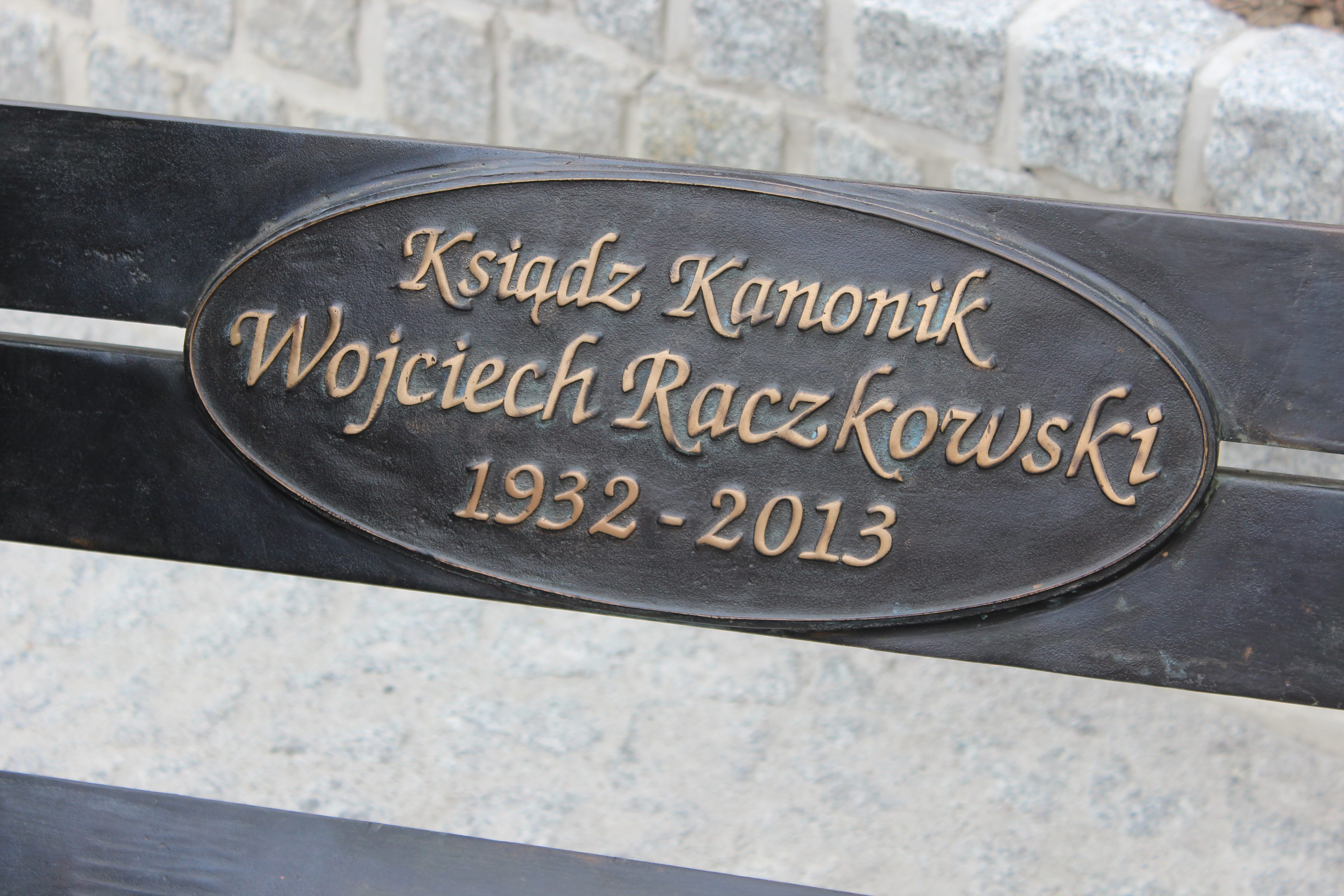
Inskrypcja na oparciu ławeczki
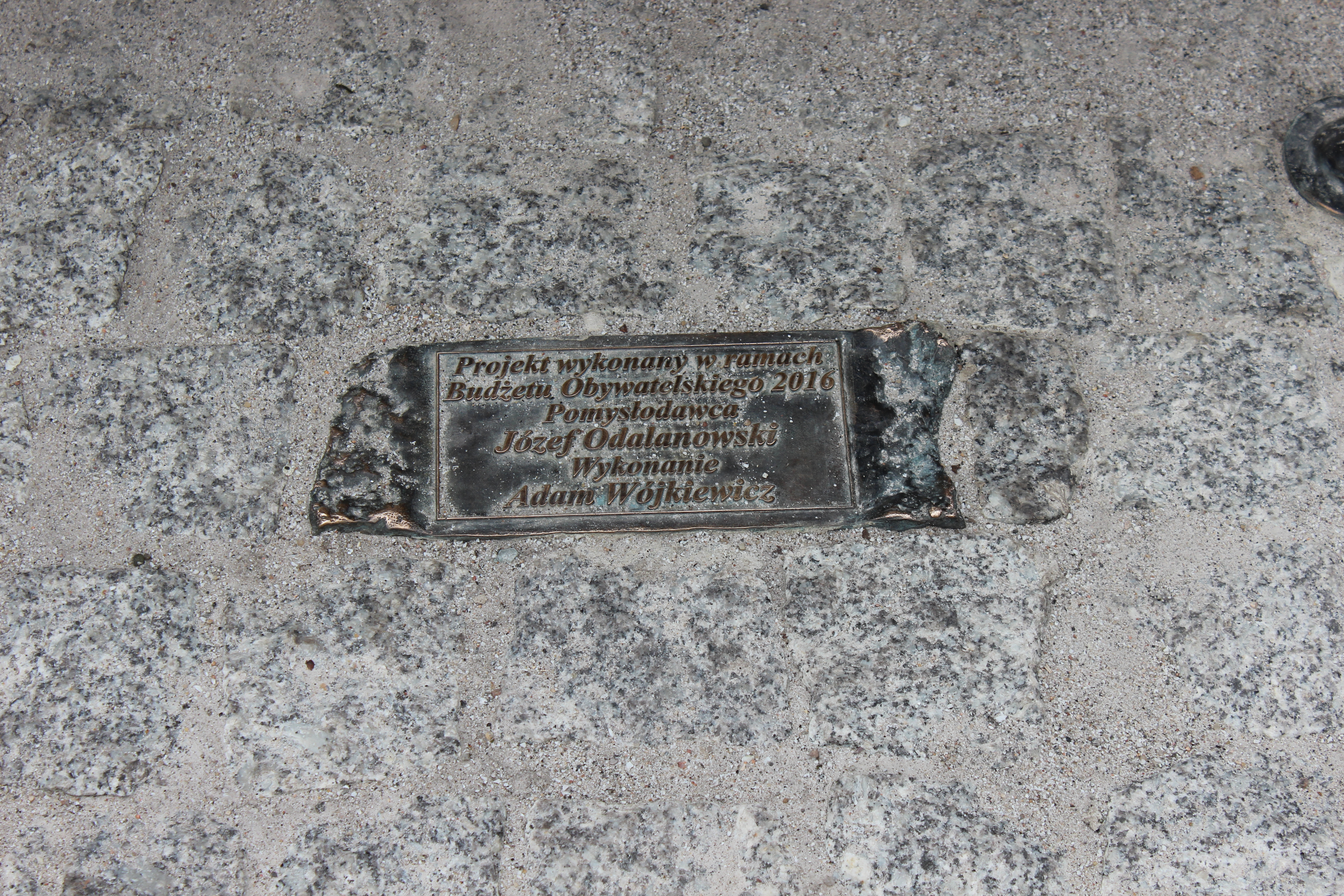
Tabliczka upamiętniająca twórców pomnika